# Циганинът
„Циганинът“ (на френски: Le Gitan) е френско-италиански филм от 1975 г. на френския кинорежисьор Жозе Джовани. Главната роля на Юго Сенар се изпълнява от френския киноартист Ален Делон. Главната женска роля на Нини се изпълнява от френската киноактриса Ани Жирардо.
 Внимание:  Текстът по-долу разкрива сюжета на произведението (или части от него)!
Главният герой Юго Сенар с прякор Циганинът още от най-ранното си детство мрази френското общество. Причината е, че то отхвърля неговия народ, принуждавайки го да скита и да живее от подаяния. Циганинът си отмъщава на обществото като прави банкови обири и разпределя парите между нуждаещите се братя. Така е убеден, че отмъщава за толкова години унижение. Но Юго бързо се превръща във враг №1 след като убива кмета, отказал на циганите правото да лагеруват...